# Hahn Air Lines
Hahn Air Lines ist eine deutsche Fluggesellschaft mit Sitz in Dreieich und Basis auf dem Flughafen Düsseldorf.

## Geschichte

### Gründung und erste Jahre
Hahn Air wurde 1994 als innerdeutsche Fluggesellschaft gegründet. Heimatbasis war der ehemalige US-Militärflugplatz Hahn (heute Flughafen Frankfurt-Hahn). Daraus leitete sich die Namensgebung ab. Im Jahr 1997 trat Hahn Air in Deutschland dem ersten Billing and Settlement Plan bei. Die Fluggesellschaft erhielt außerdem den IATA-Code HR sowie den IATA-Prefixcode 169. Von 1999 an werden Hahn-Air-Flüge erstmals im Computerreservierungssystem Amadeus verkauft. Im gleichen Jahr wurden die ersten Abkommen mit den lateinamerikanischen Fluggesellschaften Aerolíneas Argentinas, Avianca, LAN Airlines und Varig unterschrieben und damit der Grundstein für die Ticketing-Plattform gelegt. Im Jahr 2001 wurde Hahn Air IATA-Mitglied und trat mehreren Billing and Settlement Plans (BSPs) bei (unter anderem Frankreich, Spanien und dem Vereinigten Königreich). Außerdem schloss sich Hahn Air an die Computerreservierungssysteme Sabre, Galileo und Worldspan an. Weitere BSP-Mitgliedschaften wurden geschlossen und 2003 der Firmensitz von Hahn nach Dreieich bei Frankfurt am Main verlegt. Ein Jahr später wurde Hahn Air Mitglied in der Airlines Reporting Corporation in den USA und ist mit seinen Partnern im Computerreservierungssystem Abacus vertreten. Außerdem wurde das 100. Interline-Abkommen unterzeichnet. Im Jahr 2006 stellte Hahn Air das erste e-Ticket und das erste Interline e-Ticket auf ihrem Computerreservierungssystem aus. Hahn Air Systems wurde gegründet und bietet Fluggesellschaften Computer Reservation Services (CRS) an. 2007 durchlief der Flugbetrieb der Hahn Air zum ersten Mal die IATA Operational Safety Audit (IOSA)-Zertifizierung. Durch die Anbindung an die Reservierungssysteme Axess, Infini und Topas wurden die Märkte Japan und Korea erschlossen.

### Entwicklung seit 2010
Durch einen Vertrag mit der Generali Versicherung im Jahr 2010 können Reisebüroagenten über Hahn Air Tickets (HR-169) ausstellen, die seitdem eine Versicherung gegen die Insolvenz einer Fluggesellschaft beinhalten. Mit Beitritt in den BSP Kosovo im Jahr 2010 ist Hahn Air in allen europäischen Märkten vertreten. In den  folgenden Jahren führte Hahn Air eine Reihe weiterer Produkte ein. Dazu gehören die erweiterte Insolvenzversicherung Securtix, der Vertriebsservice e-alliance (H1-Air) von Hahn Air Systems für Fluggesellschaften, die normalerweise keine eigenen GDS-Verträge haben, und die Eröffnung der im Flugzeugdesign gestalteten Schulungs- und Eventlocation The Aircraft at Burghof in Dreieich. Mit Securtix erhalten Passagiere im Fall der Insolvenz eines Hahn Air-Partners eine Erstattung für den ungenutzten Teil des HR-169-Tickets, als auch eine Rückerstattung, falls sie den Flug bereits angetreten haben und festsitzen.
H1-Air ermöglicht Fluggesellschaften, den gesamten Vertriebsprozess (GDS/BSP/Reisebüro) auszulagern und Flüge unter dem H1-Code auf HR-169 Tickets zu verkaufen. Im Mai 2016 verzeichnet Hahn Air Systems mit SpiceJet den 50. H1-Air Partner.
Unter dem Namen speed-alliance wurde der Vertrieb von Hochgeschwindigkeitszügen ermöglicht. Erster Eisenbahnpartner war die österreichische WESTbahn und im Sommer 2013 kam das spanische Bahnunternehmen RENFE hinzu. NTV aus Italien trat dem Netzwerk 2014 bei.
Im Jahr 2012 hat Hahn Air die Hahn Air Foundation gegründet. Die Stiftung unterstützt finanziell soziale Projekte auf der ganzen Welt, insbesondere Initiativen für benachteiligte Frauen und Kinder. Im gleichen Jahr wurde auch HR Ventures, die Risikokapitalgesellschaft der Hahn Air-Unternehmensgruppe, gegründet. Der Beteiligungs-Fokus liegt auf Frühphaseninvestments in disruptive und skalierbare Geschäftsmodelle.

### Entwicklung seit 2015
Im Jahr 2015 kam der erste Shuttle-Partner, tinker aus den Niederlanden, hinzu. 2016 wird aus speed-alliance 5W-Rail&Shuttle und mit Buquebus aus Argentinien trat der erste Fährpartner bei. Seit Einführung von Securtix im Jahr 2010 wurden über 30 Millionen insolvenzsichere HR-169 Tickets verkauft. Hahn Air unterstützt Interline Electronic Miscellaneous Documents (IEMDs). Mit diesem Service wird Interline-Partnern ermöglicht, Zusatzleistungen in Märkten anzubieten, in denen sie nicht am lokalen Abrechnungssystem (BSP) teilnehmen.

## Dienstleistungen
Hahn Air Lines bietet innereuropäische Linien- und Charterflüge an.
Darüber hinaus bietet sie eine Ticketing-Lösung, die Reisebüros den Zugriff auf Fluggesellschaften in den Globalen Distributionssystemen (GDS) ermöglicht, und weitere Vertriebsdienstleistungen für andere Fluggesellschaften an, wie Tarif- und Flugplan-Übermittlung.

## Flotte

### Aktuelle Flotte
Mit Stand Januar 2022 besteht die Flotte der Hahn Air Lines aus zwei Geschäftsreiseflugzeugen:

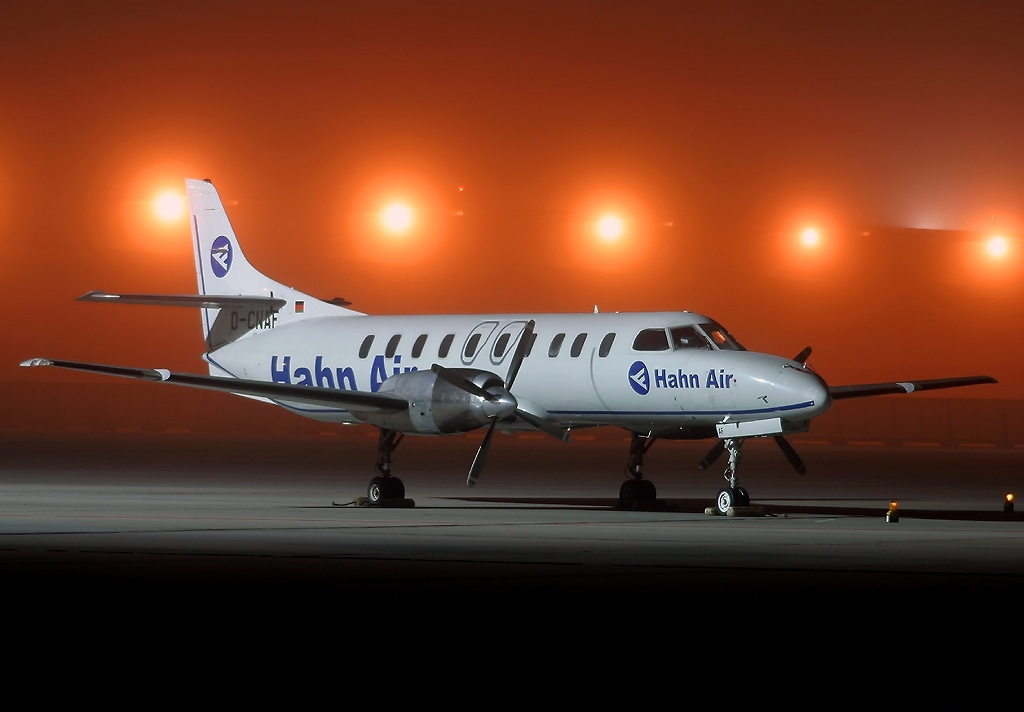
Fairchild Swearingen Metro der Hahn Air

| Flugzeugtyp              | Anzahl | bestellt | Anmerkungen | Sitzplätze |
| ------------------------ | ------ | -------- | ----------- | ---------- |
| Cessna Citation Latitude | 1      |          |             | 8          |
| Cessna Citation CJ3+     | 1      |          |             | 6–7        |
| Gesamt                   | 2      | –        |             |            |

### Ehemalige Flugzeugtypen
- Beechcraft 1900
- Cessna C680 Sovereign
- Fairchild Swearingen Metro
- Cessna Citation CJ4